# Língua chono
Chono é uma língua extinta mal atestada de classificação confusa.
Existem vários topônimos no arquipélago de Chiloé com etimologias Chono,

## Classificação
Campbell conclui que a linguagem chamada Chono ou Wayteka ou Wurk-wur-we por Llaras Samitier (1967) é espúria, sendo o material de origem uma lista de vocabulário misto e talvez inventado.
Viegas Barros, que postula uma relação entre Kawesqar e Yaghan, acredita que 45% do vocabulário Chono e das formas gramaticais correspondem a uma dessas línguas, embora não se aproxime de nenhuma delas.